# Waldkraiburg

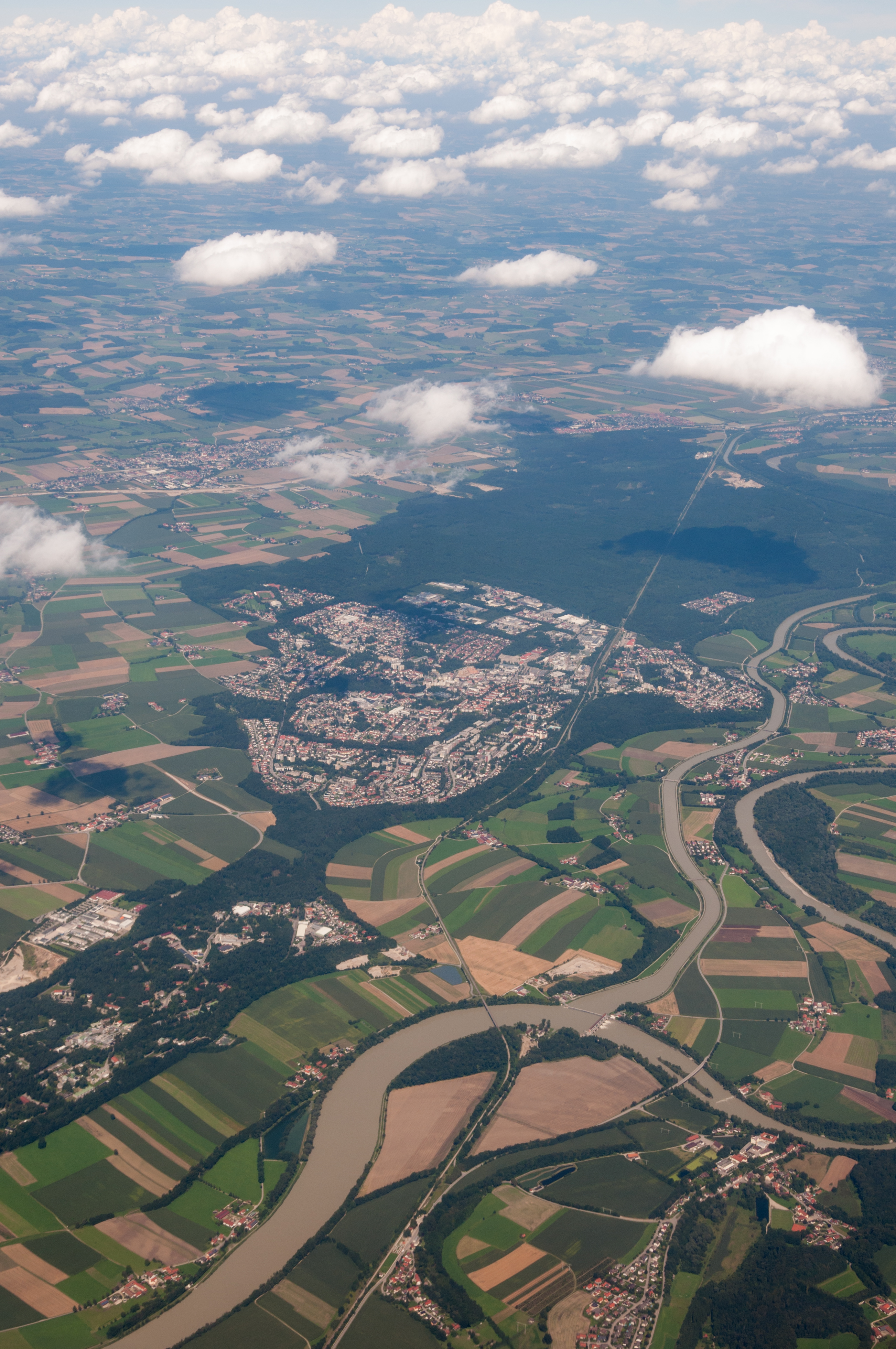
Vue aérienne de Waldkraiburg

Waldkraiburg est une ville de Bavière (Allemagne), située dans l'arrondissement de Mühldorf am Inn, dans le district de Haute-Bavière.